# کانتون پدرو مونکایو
کانتون پدرو مونکایو (به اسپانیایی: Cantón Pedro Moncayo) یک منطقهٔ مسکونی در اکوادور است که در Pichincha Province واقع شده‌است.

## خصوصیات
کانتون پدرو مونکایو ۳۳۶ کیلومترمربع مساحت و ۲۵٬۵۹۴ نفر جمعیت دارد.